# Markham (Washington)
Markham es un lugar designado por el censo ubicado en el condado de Grays Harbor en el estado estadounidense de Washington. En el año 2000 tenía una población de 95 habitantes y una densidad poblacional de 32,7 personas por km².

## Geografía
Markham se encuentra ubicado en las coordenadas 46°54′47″N 123°59′7″O / 46.91306, -123.98528.

## Demografía
Según la Oficina del Censo en 2000 los ingresos medios por hogar en la localidad eran de $63.750, y los ingresos medios por familia eran $96.816. Los hombres tenían unos ingresos medios de $40.625 frente a los $23.750 para las mujeres. La renta per cápita para la localidad era de $23.700. Alrededor del 12,3% de la población estaban por debajo del umbral de pobreza.